# Петасос
Петасос (на гръцки: πέτασος; на латински: petasus) е древногръцка широкопола шапка с конусовидно или плоско дъно, произхождаща от областта Тесалия. Мъжката е плоска и обикновено се носи ниско над челото, за да предпазва от силното слънце или от дъжд. Женската разновидност се изработва с конусовидно дъно. Тя е атрибут, характерен за пътници, селяни и пастири.
Гръцкият бог Хермес понякога е наричан също Петасос. Като покровител и на пастирите, наред с крилатите обувки и кадуцея той носи и този вид шапка.
В Древна Гърция са украсявали главите си обикновено с венци от цветя и листа, които се поставят върху вълнена подложка. По онова време гърците се отнасят към шапките чисто утилитарно и ги ползват само при пътуване. Счита се, че първите шапки, под името петасос, се появяват именно там. Двете най-често срещаните шапки, носени в Гърция в периода 1200 – 150 г. пр.н.е. са пилос и петасос.

## Изработка
В началото петасос се плетат от слама, тъй като пастирите ползват за тази цел прости, подръчни и лесно достъпни материали. По-късно започват да се изработват от филц или лицева кожа. Към шапката се прикрепва каишка, минаваща под брадичката, така че когато не се използва, може да се пусне да виси на гърба. Втора каишка минава под тилната кост около задната част на главата и здраво задържа шапката. Тези каишки или ленти могат да бъдат и декоративно обработени и сами по себе си представляват допълнителна украса към шапката. Ръбът на петасос може да бъде оформен по няколко различни начина. Най-ранните са с обърнат нагоре и неоформен ръб само към гърба, а по-късните версии са с декоративно нарязани периферии.

## Начин на носене
Въпреки че петасос се носи на челото, ниско над веждите, някои атински релефи показват тази шапка изнесена точно на върха на главата. Смята се, че такива релефи и картини по различни видове вази, като лекита в Атинския национален археологически музей, показват метален шлем с формата на петасос. Всъщност действително каска или шлем с този дизайн е открита в една атинска гробница през 1973 година. Шлемът е пробит по цялата обиколка на ръба. Предполага се, че е направено или за да се постави подплата отвътре, или за обкантване по дължината му, най-вероятно от кожа.

## Разпространение
Популярността на двата вида шапки дава възможност те да бъдат разпространени и в други области, извън Гърция. От 750 до 200 година пр.н.е. етруските мъже от района на Централна Италия, също носят тези шапки. По-късно, от 509 г. пр.н.е. до 476 година, римските мъже носят шапки, много наподобяващи гръцките пилос и петасос. Сръбските шапкари продължават да изработват тези видове до началото на Втората световна война, като обработват механично накиснати вълнени влакна и ги оформят в плътно прилепнали шапки от филц.
- Петасос
- Хермес с петасос, хламида и кадуцей
- Млад войн с хламида и петасос на гърба. Рисунка върху лекит
- Хермес и млад войн
- Ефеб с петасос на гърба. Рисунка върху амфора
- Монета от Алба Фуценс – Хермес с крилат петасос